# Hannah Arendt
Hannah Arendt (nascida Johanna Arendt; Linden, 14 de outubro de 1906 – Nova Iorque, Estados Unidos, 4 de dezembro de 1975) foi uma filósofa política alemã de origem judaica, uma das mais influentes do século XX. Notabilizou-se por suas reflexões sobre o totalitarismo e pela criação do conceito de banalidade do mal.
A privação de direitos e perseguição de pessoas de origem judaica ocorrida na Alemanha a partir de 1933, assim como o seu breve encarceramento nesse mesmo ano, forçaram Arendt a emigrar. O regime nazista retirou-lhe a nacionalidade em 1937, o que a tornou apátrida até conseguir a nacionalidade norte-americana em 1951. Trabalhou, entre outras atividades, como jornalista e professora universitária e publicou obras importantes sobre filosofia política. Contudo, recusava ser classificada como "filósofa" e também se distanciava do termo "filosofia política"; preferia que suas publicações fossem classificadas dentro da "teoria política".
Arendt defendia um conceito de "pluralismo" no âmbito político. Graças ao pluralismo, o potencial de uma liberdade e igualdade política seria gerado entre as pessoas. Importante é a perspectiva da inclusão do Outro. Em acordos políticos, convênios e leis, devem trabalhar em níveis práticos pessoas adequadas e dispostas. Como frutos desses pensamentos, Arendt se situava de forma crítica ante a democracia representativa e preferia um sistema de conselhos ou formas de democracia direta. Entretanto, ela continua sendo estudada como filósofa, em grande parte devido a suas discussões críticas de filósofos como Sócrates, Platão, Aristóteles, Immanuel Kant, Martin Heidegger e Karl Jaspers, além de representantes importantes da filosofia moderna como Maquiavel e Montesquieu. Justamente graças ao seu pensamento independente, a teoria do totalitarismo (Theorie der totalen Herrschaft), seus trabalhos sobre filosofia existencial e sua reivindicação da discussão política livre, Arendt tem um papel central nos debates contemporâneos.
Como fontes de suas investigações Arendt usa, para além de documentos filosóficos, políticos e históricos, biografias e obras literárias. Esses textos são interpretados de forma literal e confrontados com seus pensamentos. Seu sistema de análise - parcialmente influenciado por Heidegger - a converte em uma pensadora original situada entre diferentes campos de conhecimento e especialidades universitárias. O seu devenir pessoal e o de seu pensamento mostram um importante grau de coincidência.

## Vida e obra

### Infância e juventude

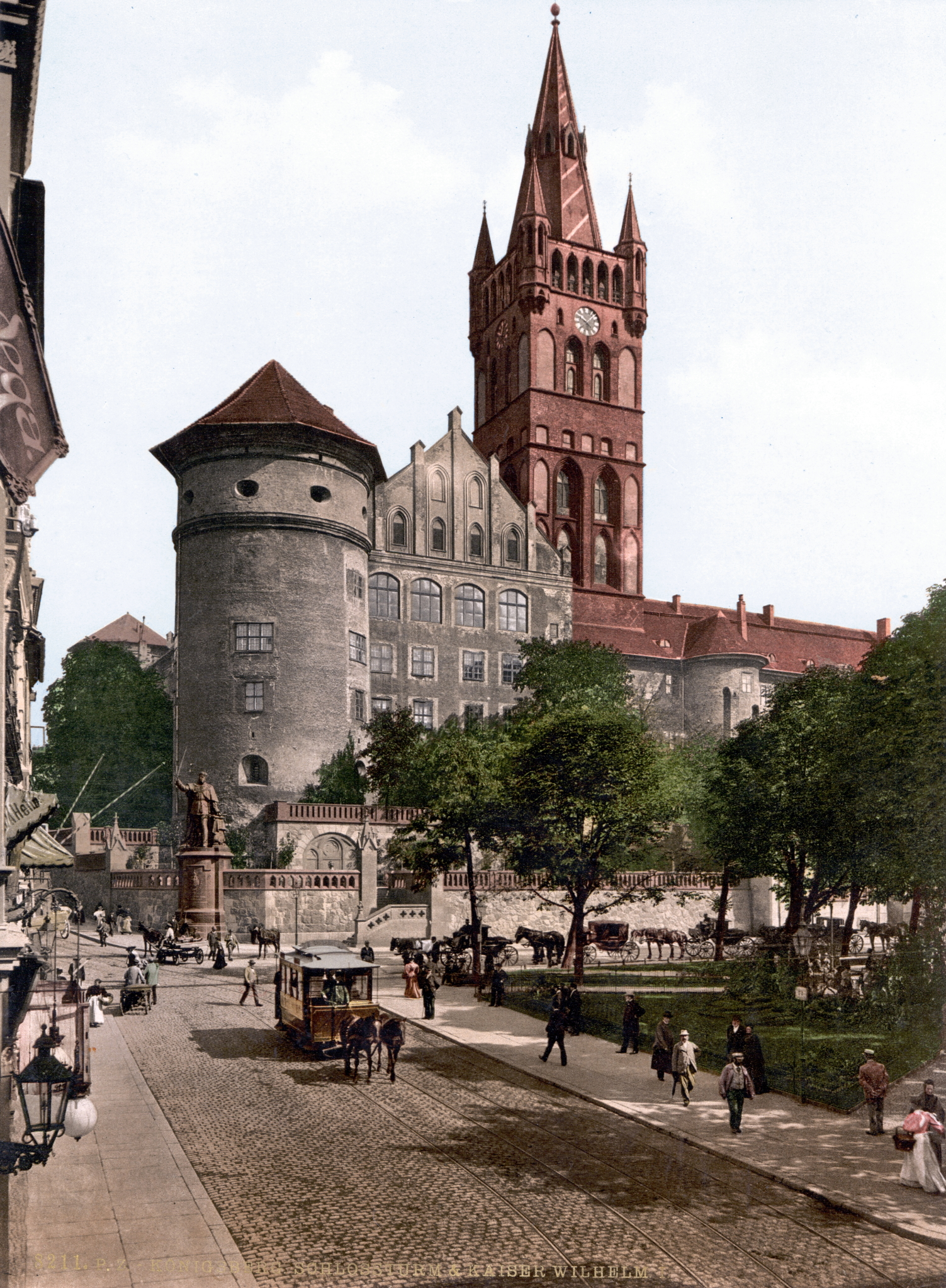
Königsberg (atual Kaliningrado), c. 1900.

Hannah Arendt nasceu em 1906 no seio de uma família de judeus secularizados, em Linden, hoje bairro de Hanôver. Seus antepassados vieram de Königsberg, na Prússia (a cidade atual russa de Kaliningrado), para onde voltaram, seu pai, o engenheiro Paul Arendt, que sofria de sífilis, sua mãe Martha (de nome de solteira Cohn) e ela, quando Hannah tinha somente três anos. Depois da morte de seu pai, em 1913, foi educada de forma bastante liberal por sua mãe, que tinha tendências social-democratas. Nos círculos intelectuais de Königsberg nos quais se criou, a educação de meninas era comum. Através de seus avós, conheceu o judaísmo reformista. Não pertencia a nenhuma comunidade religiosa, mas sempre se considerou judia, inclusive participando do movimento sionista.
Aos quatorze anos, já havia lido a Crítica da razão pura de Kant e a Psicologia das concepções do mundo de Jaspers. Aos 17 anos é obrigada a abandonar a escola por problemas disciplinares, indo então, sozinha, para Berlim, onde, sem haver concluído sua formação, teve aulas de teologia cristã e estudou pela primeira vez a obra de Søren Kierkegaard. De volta a Königsberg em 1924, foi aprovada no exame de maturidade (Abitur).

### Vida acadêmica e atividade política
Em 1924, começa seus estudos na Universidade de Marburg e durante um ano assiste às aulas de filosofia de Martin Heidegger e de Nicolai Hartmann, e as de teologia protestante de Rudolf Bultmann, além de estudar grego.
Heidegger, pai de família de 35 anos, e Arendt, estudante, dezessete anos mais jovem que ele, foram amantes, ainda que tivessem de manter em segredo a relação. No começo de 1926, por não suportar mais tal situação, decidiu trocar de universidade, indo para a Universidade Albert Ludwig de Freiburg, para estudar sob a orientação de Edmund Husserl. Ela também estudou filosofia na Universidade de Heidelberg e se formou em 1928, sob a tutoria de Karl Jaspers, com a tese O conceito de amor em Santo Agostinho. A amizade com Jaspers duraria até a morte do filósofo.[carece de fontes?]
Arendt havia levado uma vida muito recatada em Marburg, como consequência do segredo de sua relação com Heidegger. Mantinha amizade apenas com outros alunos, como Hans Jonas, e com seus amigos de Königsberg. Em Heidelberg, ampliou seu círculo de amigos ao qual pertenceram Karl Frankenstein, que, em 1928, apresentou uma dissertação histórico-filosófica, Erich Neumann, seguidor de Jung, e Erwin Loewenson, um ensaísta expressionista. Jonas também se mudou para Heidelberg e realizou alguns trabalhos sobre Santo Agostinho.[carece de fontes?]
Em Berlim, no ano de 1929, Arendt reencontra Günther Stern (que se chamaria mais tarde Günther Anders), que conhecera em Marburg. Pouco mais tarde, mudou para viver com ele, algo que foi mal visto pela sociedade da época. Nesse mesmo ano, casaram-se. O casamento duraria até 1937. Depois de um curto tempo em Heidelberg, o casal passou um ano em Frankfurt. Arendt escrevia para o jornal Frankfurter Zeitung e participava de seminários de Paul Tillich e Karl Mannheim, de cujo livro Ideologia e utopia elaborou uma resenha crítica. Ao mesmo tempo, estudava a obra de Rahel Varnhagen, uma intelectual judia assimilada, convertida ao cristianismo, que viveu entre os séculos XVIII e XIX.
Quando ficou claro que a tese de Stern não seria aceita por Theodor Adorno, os dois voltaram para Berlim. Lá, Arendt começou a elaborar uma tese sobre a obra de Rahel Varnhagen. Depois de uma avaliação positiva de Jaspers, que também conseguiu outras de Heidegger e de Martin Dibelius, Arendt obteve uma bolsa de estudos na Notgemeinschaft der Deutschen Wissenschaft (Associação de ajuda para a ciência alemã), antecessora da Deutsche Forschungsgemeinschaft. Simultaneamente, Arendt começou a se interessar cada vez mais por questões políticas. Leu Marx e Trotsky e estabeleceu contatos na Hochschule für Politik (Escola superior de política). Analisou a exclusão social dos judeus, apesar da assimilação, com base no conceito de "pária", empregado pela primeira vez por Max Weber para falar dos judeus. A este termo, ela opôs outro - "arrivista" -, inspirada pelos escritos de Bernard Lazare. Em 1932, publicou na revista Geschichte der Juden in Deutschland (História dos judeus na Alemanha) o artigo "Aufklärung und Judenfrage" ("O Iluminismo e a questão judaica"), no qual expõe suas ideias sobre a independência do judaísmo, contrapondo-as com as dos iluministas Gotthold Ephraim Lessing e Moses Mendelssohn e o precursor do Romantismo, Johann Gottfried Herder.
Também em 1932, escreve uma crítica do livro Das Frauenproblem in der Gegenwart (O problema da mulher na atualidade) de Alice Rühle-Gerstel, no qual comenta a emancipação da mulher na vida pública, mas também discute suas limitações — sobretudo no casamento e na vida profissional. Constata o "menosprezo fático" que sofre a mulher na sociedade e critica os deveres que não são compatíveis com sua independência. Em troca, Arendt contempla o feminismo à distância. Por um lado, insiste que as frentes políticas são "frentes de homens" e, por outro, considera "questionáveis" os movimentos feministas, assim como os movimentos juvenis, porque ambos — com estruturas que trespassam as classes sociais — têm que fracassar em seu intento de criar partidos políticos influentes.[carece de fontes?]
Pouco antes da ascensão de Hitler ao poder, Karl Jaspers tenta convencê-la em várias cartas de que ela devia considerar-se alemã. Ela rebate, escrevendo: "Para mim, Alemanha é a língua materna, a filosofia e a poesia". No mais, sentia-se distante. Em especial crítica a expressão "o ser (Wesen) alemã" empregada por Jaspers. Este lhe respondeu: "Estranho que você, como judia, queira diferenciar-se dos alemães". Ambos também manteriam estas posições após a Guerra.[carece de fontes?]
Em 1932, Arendt já pensava na emigração, mas inicialmente ficou na Alemanha quando seu marido emigrou para Paris, em março de 1933, e começou sua atividade política. Por recomendação de Kurt Blumenfeld, trabalhou para uma organização sionista, estudando a perseguição dos judeus, que estava no começo na Alemanha nazista. Sua casa serviu de estação de trânsito para refugiados. Em julho de 1933, ela foi detida durante oito dias pela Gestapo. A Günter Gaus comentou-lhe suas razões: "Se te atacam como judeu, deves defender-te como judeu".
Já em 1933, Arendt defendia a postura de que se devia lutar ativamente contra o nacional-socialismo. Essa posição é contrária à de muitos intelectuais alemães, inclusive alguns de origem judaica, que pretendiam se aproximar do nacional-socialismo, subestimando a ditadura e inclusive elogiando os novos donos do poder. Na entrevista com Gaus, ela expressa seu desprezo pela "Gleichschaltung" ("adaptação" ao novo regime) da maioria dos intelectuais. A questão repugnava Arendt e ela não queria ter nada em comum com esses eruditos de manada, oportunistas ou mesmo entusiastas.
Desse pensamento surgiu sua disputa com Leo Strauss, cujo pensamento conservador rejeitava. O ingresso de Heidegger no NSDAP causou o rompimento de sua relação com ele, a qual não foi retomada até 1950. Também finalizou a amizade com Benno von Wiese quando este se aproximou do nazismo e ingressou no NSDAP, em 1933.
Essa experiência de profundo afastamento de seus amigos é descrita várias vezes em suas obras e em sua correspondência. Ela partia da convicção de que se tratava de decisões voluntárias, pelas quais o indivíduo era responsável. Pouco antes de sua morte sustentou que muitos pensadores fracassaram frente ao nacional-socialismo quando se comprometeram com o regime. Arendt não exigia deles uma oposição ativa. Reconhecia já o silêncio como uma recusa do totalitarismo.
Outro círculo de amigos se abriu graças à sua amizade com Benno von Wiese e seus estudos com Friedrich Gundolf, que lhe havia recomendado Jaspers. Sua amizade com Kurt Blumenfeld, diretor e porta-voz do movimento sionista alemão, cujos estudos tratavam da chamada questão judaica e da assimilação cultural também foi importante. Hannah Arendt agradeceu-lhe em uma carta de 1951 o seu próprio entendimento da situação dos judeus.
Ainda em 1933, (ano da tomada do poder de Hitler) Arendt, por ser judia, foi proibida de defender uma segunda tese (sobre Rahel Varnahagen), que lhe daria o acesso à docência nas universidades alemãs. O seu crescente envolvimento com o sionismo levá-la-ia a colidir com o antissemitismo do Terceiro Reich - o que a conduziria, seguramente, à prisão. Deixou a Alemanha, passando por Praga e Genebra antes de chegar a Paris, onde trabalhou nos seis anos seguintes com crianças judias expatriadas e tornou-se amiga do crítico literário e filósofo marxista Walter Benjamin. Quando a França foi ocupada pelos alemães, Arendt foi presa juntamente com seu segundo marido, o filósofo "marxista crítico" Heinrich Blücher, e ficou internada no campo de concentração de Gurs. Em 1941 conseguiu escapar e fugir para os Estados Unidos, pela Espanha e Portugal, com a ajuda do jornalista americano Varian Fry.[carece de fontes?]
Hannah Arendt chegou a Lisboa em janeiro de 1941 após ter casado pela segunda vez com o poeta Heinrich Blücher escapando in extremis da França ocupada pelos nazis com o seu marido e a sua mãe. Conseguiu passar as fronteiras mediante documentos falsos obtidos pelo grande economista e historiador das ideias Albert Hirschman que tinha lutado pelos republicanos na Guerra Civil de Espanha.
Hannah Arendt chegou a Lisboa devastada pela notícia da morte do seu amigo Walter Benjamin, que se suicidara uns meses antes ao não conseguir atravessar a fronteira entre França e Espanha com destino a Lisboa. Hannah e o marido transportavam o manuscrito das Teses sobre a filosofia da história que Benjamin escrevera no início do ano anterior e que lhes enviara por segurança. Do pouco que se sabe que Hannah Arendt fez em Lisboa, além de lutar contra a depressão e esperar por papéis e passagens para Nova Iorque, foi ler o ensaio de Walter Benjamin, assumindo a responsabilidade de o fazer publicar nos EUA.
Segundo Rui Tavares, a estada paralisante de Hannah Arendt em Lisboa, pelo seu peso emocional e pelo desespero surdo, reflete-se principalmente no seu extraordinário ensaio Nós Refugiados que publicou em 1943 e que lhe permitiu entender, como pessoa refugiada e apátrida, que a cidadania é o primeiro dos direitos, “o direito a ter direitos” segundo ela, e que esteve na origem da sua relevante filosofia dos direitos humanos.
Trabalhou nos Estados Unidos em diversas editoras e organizações judaicas, tendo escrito para o Weekly Aufba.
Depois da guerra, Arendt ainda regressaria à Alemanha e reencontraria o seu antigo mentor Martin Heidegger, que estava afastado do ensino, dadas as suas simpatias pelo nazismo. Envolver-se-ia, pessoalmente, na reabilitação do filósofo alemão, o que lhe valeria severas críticas das associações judaicas americanas. Do relacionamento de ambos, ao longo de décadas (inclusive durante o exílio nos Estados Unidos), seria publicado um livro marcante, Lettres et autres documents, 1925-1975, Hannah Arendt, Martin Heidegger, com edição alemã e tradução francesa da responsabilidade das éditions Gallimard.
Em 1963 Hannah Arendt é contratada como professora da Universidade de Chicago, onde ensina até 1967, ano em que se muda para Nova York e passa a lecionar na New School for Social Research, instituição em que permanece até à sua morte em 1975.
Hannah Arendt faleceu em 4 de dezembro de 1975, uma quinta-feira. Seu corpo foi sepultado  no Bard College, Annandale-on-Hudson, Nova York.

## Pensamento

#### Banalidade do mal
Um dos principais conceitos de Hannah Arendt é conhecido por ter sido estabelecido enquanto a autora cobria jornalisticamente os julgamentos de ex-oficiais nazistas, que tiveram início em 1961, na cidade de Jerusalém, quando escreveu sua importante obra Eichmann em Jerusalém. O conceito de "banalidade do mal" trata sobre o que ela chama de "desenraizamento" das experiências humanas em relação à realidade, da amoralidade, da subserviência à ordens, do acriticismo. Uma citação do livro As Origens do Totalitarismo, que fala sobre a estrutura do movimento totalitario, dá luz à ideia:
| “ | "os membros fanatizados são intangíveis pela experiência e pelo argumento; a identificação com o movimento e o conformismo total parecem ter destruído a própria capacidade de sentir, mesmo que seja algo tão extremo como a tortura ou o medo da morte". | ” |

O conceito de banalidade do mal, postulado no fim da obra Eichmann em Jerusalém, causou um certo mal estar e polêmica na comunidade intelectual da época, pois Arendt tratou de assuntos delicados como a participação e colaboração de judeus, através dos Conselhos Judaicos, com os nazistas para seu extermínio. Daí a ideia de que a banalidade do mal estaria ligada a um "colapso moral" tanto dos que perseguiam, quanto das vítimas.
O alvoroço também girou em torno de seu postulado, como questiona Luciano Oliveira: "qualificar de banal um mal da dimensão do nazismo não seria diminuir sua enormidade?". O fato é que o termo banalidade surge em meio à sua interpretação da figura de Eichmann, que seria, nesse sentido, um "sujeito normal". Arendt chega a dizer que "não se pode extrair profundidade diabólica ou demoníaca em Eichmann" e ainda coloca que ele não era um "monstro". Daí o sentido de banalidade estar ligado com um indivíduo que apenas cumpria e executava ordens advindas de uma burocracia com hierarquias rigidamente estabelecidas. Ao mesmo tempo, aponta Oliveira, para Hannah Arendt o sujeito banal descrito teria de "sacrificar suas convicções, honra e dignidade humana" para que se pudesse aceitar o nazismo.
Ao fim de sua obra, a autora coloca o que seria central para o entendimento do conceito, a saber, a incapacidade de reflexão e empatia, ou melhor, a "hipótese de que o mal talvez esteja intimamente relacionado com a ausência de pensamento naquele que o pratica".

#### Ideologia
Na concepção de Arendt, a Ideologia ou o pensamento ideológico possui três elementos fundantes. O primeiro deles é a característica dos movimentos totalitários de sempre terem uma explicação total sobre a História, em termos de passado, presente e futuro. Ou seja, fala sobre o quanto as ideologias, seja a racista no hitlerismo, ou a marxista no stalinismo, orientam-se pelo "devir", pelo "movimento", não analisam o passado segundo "um conjunto de postulados acerca do que é, [...] mas de um processo que está em constante mudança".
O segundo elemento trata sobre propaganda, conspirações e doutrinação. Arendt dá exemplos de doutrinação, como as escolas nazistas para formar exércitos, as Ordensburgen, e as escolas soviéticas do Comintern. Mas, mais importante para o conceito, fala sobre o quanto as ideologias têm a capacidade de "emancipar" as pessoas da realidade em que vivem.
Por último, Arendt explica, através da filosofia, como são e quais são os métodos utilizados pelo totalitarismo para distanciar as pessoas da experiência empírica ou da realidade. Os processos de "movimento" e de "emancipação da realidade" descritos anteriormente se dão através da dedução, que parte de uma ou mais premissas axiomáticas. Seria o racionalismo prevalecendo completamente sobre o empirismo. E, a partir do momento que o sujeito adentra em tal "movimento", tudo o que é anterior seria esquecido. Daí a ideia de que a Ideologia estaria ligada com uma prática de esquecimento, descrita por ela em outras obras. Tal elemento, ela conclui, trata tanto de uma prática persuasiva dos líderes e representantes do movimento, em seus discursos, quanto de seus slogans e propagandas. Ao mesmo tempo, Arendt propõe uma certa crítica e reconhece que há uma "substância" na base do marxismo que, com as ideologias, ficou esquecido, como é o caso da exploração do proletariado. Ou seja, até mesmo princípios importante do marxismo foram deixados de lado em prol da "camisa de força da lógica".

#### Formas ou tipos de governo
Hannah Arendt explica cada tipo de governo através da organização política interna e as técnicas de administração. O que ela chama de Tirania remete aos tipos de governo fundados nas ideias trazidas por Platão, em A República, onde existe a política de "um contra todos" feita por um líder, ou seja, "os 'todos' que ele oprime são iguais, a saber, igualmente desprovidos de poder". Este líder seria fonte da Lei e governaria de acordo com as suas próprias vontades. A metáfora por ela utilizada é a de uma pirâmide que possui baionetas que suspendem o topo apoiadas em sua base, onde na base se encontram indivíduos "cuidadosamente isolados, desintegrados e completamente iguais".
No tipo de governo Autoritário, Arendt também utiliza a metáfora da pirâmide, mas esta é descrita de tal modo:
| “ | a sede do poder se localiza em seu topo, do qual a autoridade e o poder se filtram para a base de maneira tal que cada camada consecutiva possua alguma autoridade" | ” |

  [...] estes diferentes níveis se "interrelacionam como raios convergentes cujo ponto focal comum é o topo da pirâmide, bem como a fonte transcendente de autoridade acima dela". Importante notar que a fonte de autoridade neste tipo específico são os códigos e leis, como a nossa constituição, "o direito natural, os mandamentos divinos".

Ao descrever o tipo de governo Totalitário, Arendt recorre à pouco conhecida metáfora da cebola: 
| “ | "cujo centro, em uma espécie de espaço vazio, está o líder; o que quer que ele faça -integre o organismo político como em uma hierarquia autoritária, ou oprima seus súditos como um tirano-, ele o faz de dentro, e não de fora ou de cima" | ” |

Cada nível hierárquico se interrelaciona, de uma lado, montando uma fachada de uma realidade externa sem caos e, de outro, realizando o papel de um "extremismo radical", no que a autora conclui que tal estrutura "torna o sistema organizacionalmente à prova de choque contra a factualidade do mundo real". Ou seja, há a suspensão completa da realidade do mundo e dos fatos quando está em vigência no aparelho burocrático do Estado o regime totalitário. E, diferentemente do tipo tirânico no qual a fonte da Lei é o próprio líder, o ditador totalitário se coloca como executor de "leis mais altas".

#### Autoridade
Arendt fala sobre o conceito de autoridade se referindo às instituições, aos modos de vida e às tradições políticas do Ocidente. Ela explica que não existe autoridade se o Estado ou outro ator social qualquer usa da força, ou seja, de "meios externos de coerção" para conter ou controlar a população -por exemplo, o uso da força policial em manifestações públicas. Ao mesmo tempo, adverte que a autoridade também não existe se esta se valer de meios de convencimento ou "persuasão", pois ela "pressupõe igualdade e argumentação". Nesse sentido, Arendt se refere ao aparelhamento da propaganda nazista ministrado por Joseph Goebbels, que através de várias técnicas discursivas, como a repetição incessante de mentiras e o uso do status científico como instrumento de poder, convenceram as massas alemãs à adesão aos pressupostos e projetos do nacional-socialismo. Ou seja, não houve confiança política da população, pois ela teve de ser convencida e fanatizada. A título de exemplo do que pode ser considerado autoridade em termos de tradição, Arendt diz que 
| “ | "o sintoma mais significativo da crise de autoridade, a indicar sua profundeza e seriedade, é ela ter se espalhado em áreas pré-politicas tais como a criação dos filhos e a educação" | ” |

Deste modo, quer dizer que quando estes elementos se tornam um questionamento na sociedade, provavelmente isto significa dizer que a política perdeu seu poder de autoridade e, deste modo, de confiança.

#### Solidão e Isolamento
A diferença entre solidão e isolamento é uma excelente fonte de explicação para a forma como a organização totalitária moldava e controlava a população e, assim, se mantinha no poder. Uma citação em particular resume a ideia: 
| “ | o que chamamos de isolamento na esfera política é chamado de solidão na esfera dos contatos sociais. [...] Posso estar isolado -numa situação em que não posso agir porque não há ninguém para agir comigo- sem estar solitário; e posso estar solitário -numa situação em que me sinto completamente abandonado da companhia humana- sem estar isolado (Origens do Totalitarismo). | ” |

Assim, o isolamento seria "impotência", "incapacidade básica de agir", ou seja, estaria ligada a uma incapacidade comum das pessoas de se unirem em prol de questões ou motivações políticas. A exemplo -situado na história do Brasil-, a supressão e perseguição de sindicatos e partidos Comunistas pelo ditador Getúlio Vargas no golpe de 1937 e o fechamento do Congresso Nacional pelo Estado Novo. Como diz Arendt, as características humanas da "ação e poder são frustradas" e, junto a isso, ela afirma que tais pressupostos estão atrelados à forma tirânica de governar. Não obstante, a ideia de solidão está conectada com a noção de vida privada ou de "vida humana como um todo". A noção de solidão está ligada com o importante conceito de banalidade do mal, pois ele contempla as ideias de "superfluidade" e "desarraigamento", no que ela identifica o segundo, a ausência de raiz, como "não ter no mundo um lugar garantido e reconhecido pelos outros" e o primeiro com a ideia de não pertencimento ao mundo, ou seja, ambos ligam-se à noção de direitos humanos, o primeiro sobre o direito de ter garantias ou o direito de ter direitos, e o segundo sobre o direito de pertencer a um país, nação, pátria. É fundamental ressaltar que em sua conceituação de totalitarismo, a noção de solidão seria novidade, ou seja, seria um paradigma novo na ciência política da época e que descreve o fenômeno totalitário.

#### Crítica a Karl Marx
De acordo com Camargo (2013), Hannah estabelece uma diferenciação que fica compreensível e entendível no conceito de Labor e Trabalho. Proporcionando um melhor entendimento acerca do tema e das condições do sujeito para o sujeito, seja para sobrevivência própria direta (labor) ou para seu sustento no que tange a questão capitalista financeira. Com relação a crítica que exerce à Marx no conceito trabalho, Hannah entende haver a possibilidade do trabalho ser produtivo ou improdutivo, ambos possibilitando entendimento e produzindo objetos, matéria, pela simples ação do sujeito. Já Marx considera apenas o trabalho produtivo como fonte de objeto, matéria, desconsiderado o improdutivo, como se apenas produzisse resultado quando o trabalho é convalidado como “status” de concluído na fase que se encontra.
Arendt também estabelece uma espécie de crítica à concepção marxista de violência em seu ensaio Religião e política, dizendo que, para Karl Marx e o marxismo, todo o discurso e o debate existentes seriam de alguma forma "ideológicos" e por isso a única ação política genuína seria a não-discursiva, ou seja, a política seria "intrinsecamente violenta". Ela também comenta, em outro ensaio chamado Compreendendo o comunismo, de 1953, que trata, exatamente como o ensaio mencionado acima, sobre o assunto que estava em voga nas ciências sociais da época: a função e finalidade dos fenômenos sociais -ou seja, o que acontece em consequência a eles e não necessariamente o que e como eles são. Arendt fala sobre o quanto a crítica de Marx à religião como ideologia seria equivalente ao próprio marxismo, ou seja, coloca ambas como ideológicas e como ideias que preenchem "necessidades sociais básicas" dos seres humanos, ainda dentro do método sociológico vigente.

## Livros
O trabalho filosófico de Hannah Arendt abarca temas como a política, a autoridade, o totalitarismo, a educação, a condição laboral, a violência e a condição feminina.
Seu primeiro livro leva o título O conceito do amor em Santo Agostinho: Ensaio de uma interpretação filosófica. Trata-se de sua tese, editada em 1929 em Berlim, na qual ela enlaça elementos da filosofia de Martin Heidegger com os de Karl Jaspers e já enfatiza a importância do nascimento, tanto para o indivíduo como para seu próximo. Com isso, ela se afasta de seu professor Heidegger, que entende a vida como um "avançar" para a morte. A obra foi resenhada em importantes publicações filosóficas e literárias. Criticou-se o fato de que Arendt considerasse Santo Agostinho como filósofo e não como sacerdote, além do fato de não ter citado a literatura teológica mais recente.
Em As origens do totalitarismo (1951) consolida o seu prestígio como uma das figuras maiores do pensamento político ocidental. Arendt assemelha de forma polémica o nazismo e o stalinismo, como ideologias totalitárias, isto é, com uma explicação compreensiva da sociedade mas também da vida individual, e mostra como a via totalitária depende da banalização do terror, da manipulação das massas, do acriticismo face à mensagem do poder. Hitler e Stalin seriam duas faces da mesma moeda, tendo alcançado o poder por terem explorado a solidão organizada das massas.
Sete anos depois publica A condição humana, obra onde adota a clássica tripartição grega e enfatiza a importância da política como acção e como processo, dirigida à conquista da liberdade:
«Com a expressão 'vita activa', pretendo designar três actividades humanas fundamentais: labor, trabalho e ação. (...) O labor é a actividade que corresponde ao processo biológico do corpo humano (...). A condição humana do labor é a própria vida. O trabalho é a actividade correspondente ao artificialismo da existência humana (...). O trabalho produz um mundo "artificial" de coisas, nitidamente diferente de qualquer ambiente natural. A condição humana do trabalho é a mundanidade. A acção, única actividade que se exerce directamente entre os homens sem a mediação das coisas ou da matéria, corresponde à condição humana da pluralidade, ao facto de que homens, e não o Homem, vivem na Terra e habitam o mundo. Todos os aspectos da condição humana têm alguma relação com a política; mas esta pluralidade é especificamente 'a' condição (...) de toda a vida política.»
Publica depois Sobre a Revolução (1963), onde examina a revolução francesa e a revolução americana, mostrando o que têm de comum e de diferente, defendendo que a preservação da liberdade só é possível se as instituições pós-revolucionárias interiorizarem e mantiverem vivas as ideias revolucionárias. Lembraria aos seus concidadãos norte-americanos (entretanto adquirira a nacionalidade norte-americana) que se se distanciassem dos ideais que tinham inspirado a revolução americana perderiam o seu sentido de pertencer e identidade.
Ainda, em 1963, lançaria Eichmann em Jerusalém, que reúne os cinco artigos que escreveu sobre o julgamento de Eichmann, que cobriu para a The New Yorker. Nesse livro Eichmann não é retratado como um demônio (como o descreviam os activistas judeus) mas alguém terrível e horrivelmente normal. Um típico burocrata que se limitara a cumprir ordens, com zelo, por amor ao dever, sem considerações acerca do bem e do mal. No livro, Arendt aponta ainda a cumplicidade das lideranças judaicas com os nazistas. Esta perspectiva valer-lhe-ia críticas virulentas das organizações judaicas, além da ameaça de ser excluída da universidade.
Alguns de seus livros publicados são:
- Amor e Santo Agostinho (1929)
- As Origens do Totalitarismo (1951)
- Homens em tempos sombrios (1955),
- Liberdade para ser livre (1955)
- Rahel Varnhagen (1957)
- A Condição Humana (1958)
- Entre o Passado e o Futuro (1961)
- Eichmann em Jerusalém (1963)
- Da revolução (1963)
- Sobre a Violência (1970)
- Crises da República (1972)
- A Vida do espírito (1978)